# ناحیه پشین
پشین یکی از ناحیه‌های ایالتی پاکستان است که در شمال شرقی بلوچستان پاکستان واقع شده‌است. ناحیه پیشین توسط قوم پشتون اداره و کنترل میشود. پشین ۷٬۸۱۹ کیلومتر مربع مساحت و ۷۳۶٬۴۸۱ نفر جمعیت دارد.

## معنی نام
پشین نام مخفف شده قوم پشتون (پشتین ، پشین ، پشه ایی )در شمال شرقی پاکستان در مرز افغانستان واقع شده است.